# Guerolito
Guerolito è il primo album discografico di remix del cantautore statunitense Beck, pubblicato nel dicembre 2005.
Contiene tutti i brani pubblicati precedentemente nell'edizione standard di Guero remixati con la collaborazione di molti artisti come Mario C, Adrock e molti altri.

## Tracce
1. Ghost Range (E-Pro) - ("E-Pro" Homelife remix) 4:24
2. Qué Onda Guero (Islands remix) – 2:29
3. Girl (Octet remix) – 3:53
4. Heaven Hammer ("Missing" AIR remix) – 4:54
5. Shake Shake Tambourine ("Black Tambourine" Adrock remix) – 3:37
6. Terremoto Tempo ("Earthquake Weather" Mario C remix) – 3:47
7. Ghettochip Malfunction ("Hell Yes" 8-Bit remix) – 2:29
8. Broken Drum (Boards of Canada remix) – 5:36
9. Scarecrow (El-P remix) – 4:37
10. Wish Coin ("Go It Alone" Diplo remix) – 3:44
11. Farewell Ride (Subtle remix) – 4:51
12. Rental Car (John King remix) – 2:59
13. Emergency Exit (Th' Corn Gangg remix) – 3:18
14. Clap Hands– 3:19

Bonus track UK
15. Fax Machine Anthem (Hell Yes) (Dizzee Rascal remix) - 3:07
16. Qué Onda Guero (Nortec Collective remix) - 4:44 